# Bobby Timmons
Bobby Timmons (rodným jménem Robert Henry Timmons; 19. prosince 1935 Filadelfie – 1. března 1974 New York) byl americký jazzový klavírista a hudební skladatel. Poté, co se v roce 1954 přestěhoval z rodné Filadelfie do New Yorku, začal hrát s Kennym Dorhamem, později Chetem Bakerem, Maynardem Fergusonem, Cannonballem Adderleyem a nakonec v letech 1958–1961 v kapele Jazz Messengers bubeníka Arta Blakeyho. Své první album nazvané This Here is Bobby Timmons vydal v roce 1960 na značce Riverside Records.